# Teterower Bergring

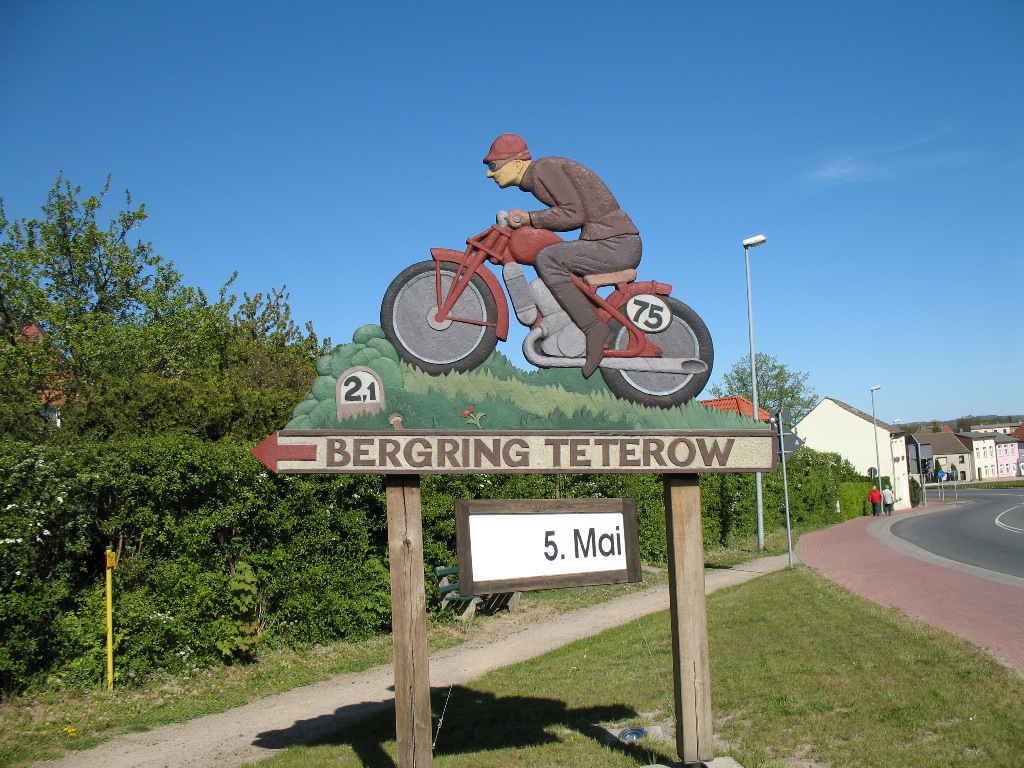
Der Rennfahrer Hans Winkler (mit der legendären Startnummer 75) – in Holz geschnitzt – bildet den Wegweiser zum Bergring

Der Teterower Bergring ist die größte Natur-Grasbahn für Motorradsport in Europa. Die Stadt Teterow in der Mecklenburgischen Schweiz wurde damit zu einem Mittelpunkt der internationalen Bahnsportszene. Der Bergring wurde Ende der 1920er-Jahre von Teterower Bürgern in den stadtnahen Heidbergen angelegt. Auf dem Bergring findet jährlich eine der größten Motorsportveranstaltungen Norddeutschlands statt. Zu den jeweils an Pfingsten ausgetragenen Bergringrennen kommen an den beiden Tagen (samstags Qualifikations- und sonntags Rennbetrieb) des Wettbewerbs schon seit den 1930er-Jahren bis zu 30.000 Zuschauer.
Von Juli 2001 bis Mai 2002 entstand für die Speedwayrennen die in der Nähe des Bergrings gelegene Bergring-Arena Speedwayarena am Kellerholz.

## Geschichte
Bereits in den 1920er-Jahren fanden in Teterow Motorradrennen statt. Dafür gab es damals noch keine richtige Rennstrecke. Die Forderungen nach einer geeigneten Bahn wurde seitens der Teterower Bevölkerung immer größer. Schließlich fiel die Entscheidung, auf dem Schlachterkamp in den Teterower Heidbergen eine Grasrennbahn zu errichten. Sie wurde mit dem ersten Rennen am 29. Juni 1930 offiziell eröffnet. Kurz vor der Eröffnung des Bergrings – nämlich 1928 – wurde auch der Teterower Motor-Fahrer-Club (TMC) gegründet. Er war der erste Motorsportclub Teterows und Betreiber des Bergrings. Da sich gleich die ersten Veranstaltungen großer Beliebtheit erfreuten und einen großen Zuschauerzuspruch erlebten, wurden in den 1930er-Jahren jährlich mehrere Bergringrennen veranstaltet.
Wenige Wochen nach dem 20. und vorerst letzten Bergringrennen wurde der TMC 1939 von den Nationalsozialisten verboten und in das Nationalsozialistische Kraftfahrkorps (NSKK) eingegliedert. Während des Zweiten Weltkriegs wurde das Gebiet des Bergrings als Kartoffelacker und als Truppenlager verwendet. Die Rennstrecke war danach vollkommen verwüstet.

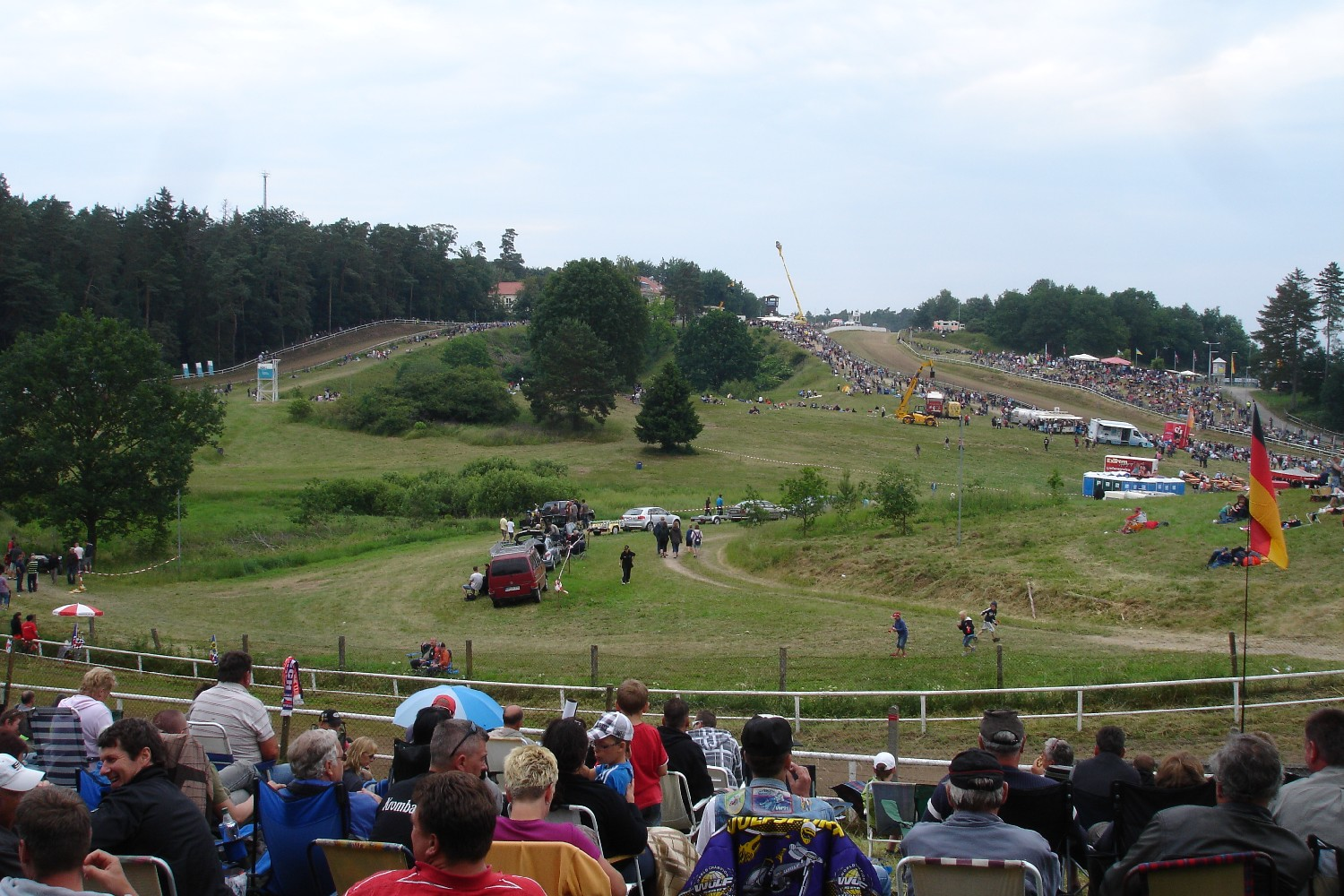
Die Südkurve, 2011

Auf Initiative des Studienrats Carl Schröder (1897–1973) begann 1949 mit vielen motorsportbegeisterten Einwohnern der Wiederaufbau der Teterower Sehenswürdigkeit. Schröder hatte sich bereits in seiner Zeit als erster Vorsitzender des Teterower Motor-Fahrer-Clubs Ende der 1920er-Jahre am stärksten für die Errichtung des Bergrings eingesetzt. Am 28. August 1949 konnte schließlich das erste Rennen auf dem Bergring nach dem Zweiten Weltkrieg gestartet werden.
Am 14. Dezember 1957 wurde dann der MC Bergring Teterow als offizieller Nachfolge-Club des Teterower Motor-Fahrer-Clubs gegründet. Einige Monate später wurde beschlossen, nur noch ein Bergringrennen pro Jahr durchzuführen und einen Wanderpokal einzuführen, den von der Stadt Teterow gestifteten Bergringpokal. Es gab außerdem viele kleinere Veranstaltungen auf dem Bergring, u. a. auch Pferdesportveranstaltungen.
Das internationale Bergringrennen zu Pfingsten entwickelte sich zu einer bedeutenden Motorsportveranstaltung in der DDR mit großer internationaler Beteiligung. Die DDR-Führung baute das Rennen zu einer Prestigeveranstaltung aus und lenkte eine große Medienaufmerksamkeit auf das Spektakel. Fahrer aus mehr als 20 Nationen nahmen an den Wettkämpfen teil. Die SED fügte dem Bergring aber auch große Einschnitte zu. 1972 wurde beschlossen, dass keine Teilnehmer aus dem westlichen Ausland mehr auf dem Bergring starten dürfen. Dadurch wurde der sportliche Wert der Veranstaltung reduziert, wodurch auch die Aufmerksamkeit im Ausland daran sank. 1974 wurde das Rennen um den Goldhelm in das Programm des Bergringrennens aufgenommen.
Am 23. und 24. Mai 1980 fand in mehrfacher Hinsicht eine Jubiläumsveranstaltung statt. Es war der 50. Geburtstag des Bergrings und die 60. Veranstaltung auf dieser Strecke, davon 40 in der DDR-Zeit. Etwa 70.000 Zuschauer kamen zu dieser Veranstaltung und sahen neben den Zweiradrennen erstmals wieder Dreiradrennen sowie ein Motoball-Turnier und eine Oldtimershow.
Erst mit der politischen Wende änderte sich die Auflage, dass nur noch Fahrer aus „Ostblockstaaten“ auf dem Bergring starten durften. In den ersten Jahren war das Interesse der Medien noch relativ groß. Bis zum Jahr 2002 produzierte der Norddeutsche Rundfunk Fernsehbilder, zuerst für Live-Übertragungen, später für Zusammenfassungen des Rennens. Die Aufmerksamkeit der Medien sank später jedoch, so waren bis 2008 keine Fernsehübertragungen der Bergringrennen mehr üblich, nicht zuletzt weil der MC Bergring Teterow seine Kooperation mit dem NDR zugunsten des privaten Radiosenders Antenne Mecklenburg-Vorpommern aufgegeben hatte und nunmehr lediglich auf private Rundfunk-Unterstützung baute. 2008 drehte der NDR jedoch wieder bei den Bergringrennen und sendete eine einstündige Sondersendung. Mit Beginn des Jahres 2009 wurde dann die Partnerschaft mit Antenne Mecklenburg-Vorpommern komplett eingestellt und der NDR als neuer Medienpartner bekanntgegeben. 2009 berichtete der NDR in einer einstündigen Sondersendung auch wieder live von den Bergringrennen.

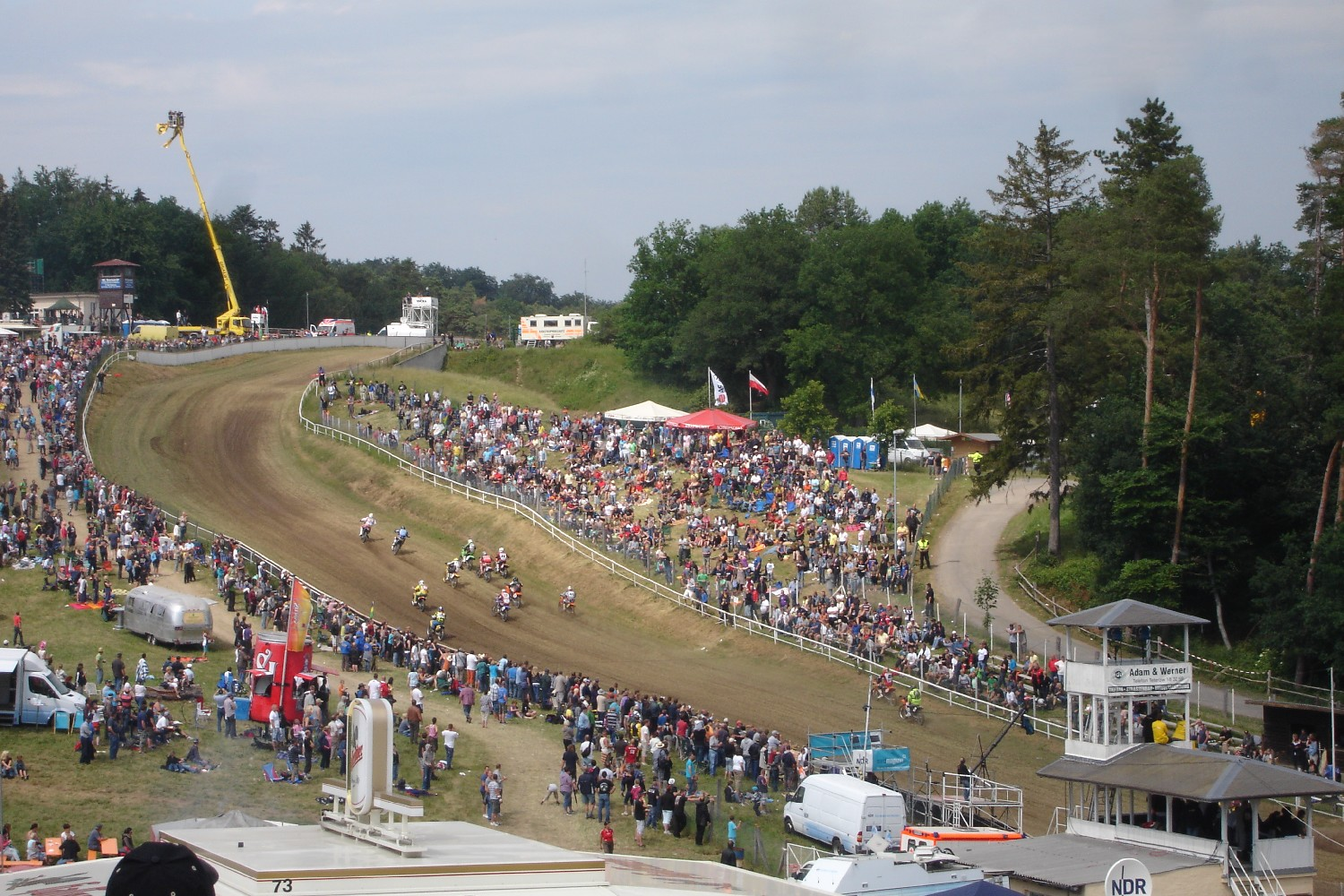
Der Starthang, 2011

Auf der Mitgliederversammlung des MC Bergring Teterow wurde Ende 2006 der Verbandswechsel vom ADMV zum Allgemeinen Deutschen Automobil-Club (ADAC) beschlossen. Dadurch musste der seit 1974 ausgetragene Wettbewerb um den Goldenen Helm einen neuen Namen bekommen, da es bereits seit 1995 einen Goldenen Helm im ADAC gibt. Der neue Name heißt seit 2007 offiziell das „Grüne Band des MC Bergring Teterow e. V. im ADAC“. Erster Gewinner dieser Trophäe war 2007 Enrico Janoschka.
Im Jahr 2008 nahmen erstmals auch Frauen am Bergringrennen teil. Allerdings war der „Amazonen-Cup“ in der Moto-Cross-Klasse mit nur vier Starterinnen besetzt. Es gewann Jessica Elsinga vor Ilona Wolgen und Harriet Zwiers (alle Niederlande).
Am 23. Mai 2010 wurde das 90. Bergring-Rennen vor Beginn der Endläufe abgebrochen, nachdem der Brite Vincent Kinchin verunglückt und im Krankenhaus seinen Verletzungen erlegen war.
Am 23. Mai 2015 stürzte der deutsche Fahrer Enrico Sonnenberg schwer und starb sechs Tage später, am 29. Mai 2015, an den Folgen seiner schweren Verletzungen im Rostocker Klinikum. Enrico Sonnenberg ist der sechste Todesfall in der Geschichte des Teterower Bergrings.

## Internationales Bergringrennen
Seit der Gründung des MC Bergring Teterow 1959 findet nur noch ein Bergringrennen im Jahr statt, davor waren es mehrere pro Jahr. Das erste Bergringrennen wurde mit der Eröffnung 1930 ausgetragen.
Jedes Jahr am Pfingstwochenende finden auf dem Teterower Bergring die Bergringrennen statt, am Pfingstsamstag Qualifikations- und erste Wertungsläufe, am Pfingstsonntag die Finalläufe.

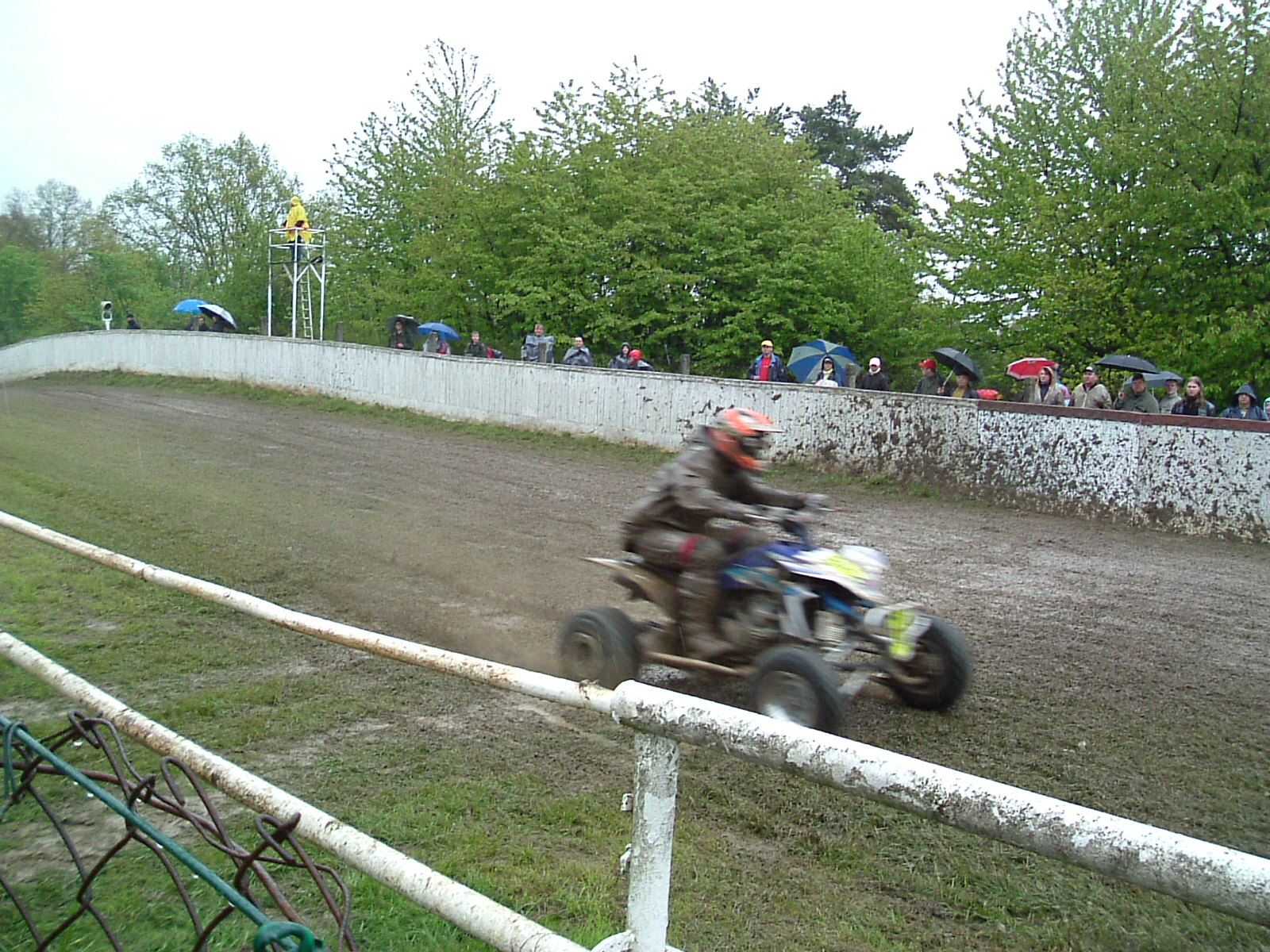
Quadfahrer bei der abgebrochenen Veranstaltung 2005

Die zwei wichtigsten Veranstaltungen sind das Rennen um das Grüne Band des MC Bergring Teterow im ADAC, das mit einer neuen Trophäe prämiert wurde, und der Bergringpokal, der schon seit 1958 ausgetragen wird. Es werden aber auch viele andere Pokale in wechselnden Klassen vergeben. So treten auch Motocrosser, Quadfahrer und Seitenwagengespanne an. Außerdem finden die Clubmeisterschaften des MC Bergring Teterow im Rahmen des Bergringrennens statt.

### Austragungsmodus
Das Grüne Band wird unter Fahrern der I-Lizenz, das heißt Fahrern mit internationaler Startberechtigung, ausgefahren. Die Fahrer gehen in zwei Gruppen an den Start. In jeder Gruppe werden 3 Punktläufe à 4 Runden durchgeführt, wobei die ersten 9 Fahrer Punkte erhalten (der Erste 10, der Zweite 8, der Dritte 7 usw.). Die 8 punktbesten Fahrer der ersten und die 4 punktbesten Fahrer der zweiten Gruppe kommen in das Finale, einen Lauf mit 5 Runden. Die Trophäe soll an den Bergring erinnern: In einer Glasschicht ist ein grünes Band eingearbeitet, das die Streckenführung des Bergrings zeigt. Die Trophäe wird jedes Jahr neu vergeben.
In den Finallauf um den Bergringpokal gehen sowohl I- als auch B-Lizenzfahrer (national lizenzierte Fahrer) der 500-cm³-Klasse. Er wird über 5 Runden (insgesamt 9,4 Kilometer) ausgetragen. Für den Lauf um den Bergringpokal sind alle bisherigen Gewinner, die noch am Start sind, bereits qualifiziert. Des Weiteren qualifizieren sich die 3 besten B-Lizenzfahrer. Das restliche Feld von insgesamt 12 Fahrern wird mit den besten I-Lizenzfahrern aufgefüllt. Das Besondere am Bergringpokal ist, dass sowohl I-, als auch B-Lizenzfahrer starten können und dass er als Handicaplauf ausgetragen wird. Es wird aus zwei oder drei Reihen gestartet, wobei die erste Reihe, aus der die B-Lizenzfahrer starten, einen Zeitvorsprung erhält. Dadurch soll der Wettbewerb bis zum Ende spannend gehalten werden. Bisher konnte der Bergringpokal dreimal nicht vergeben werden. 1972, 1996 und 2005 wurde die gesamte Veranstaltung kurzfristig abgesagt, da wegen starken Regens kein Start möglich war. 1994 wurde Trevor Banks (ENG) der Pokal zuerkannt, obwohl es keine Finalläufe gab, nach 8 Rennen musste die Veranstaltung abgebrochen werden.

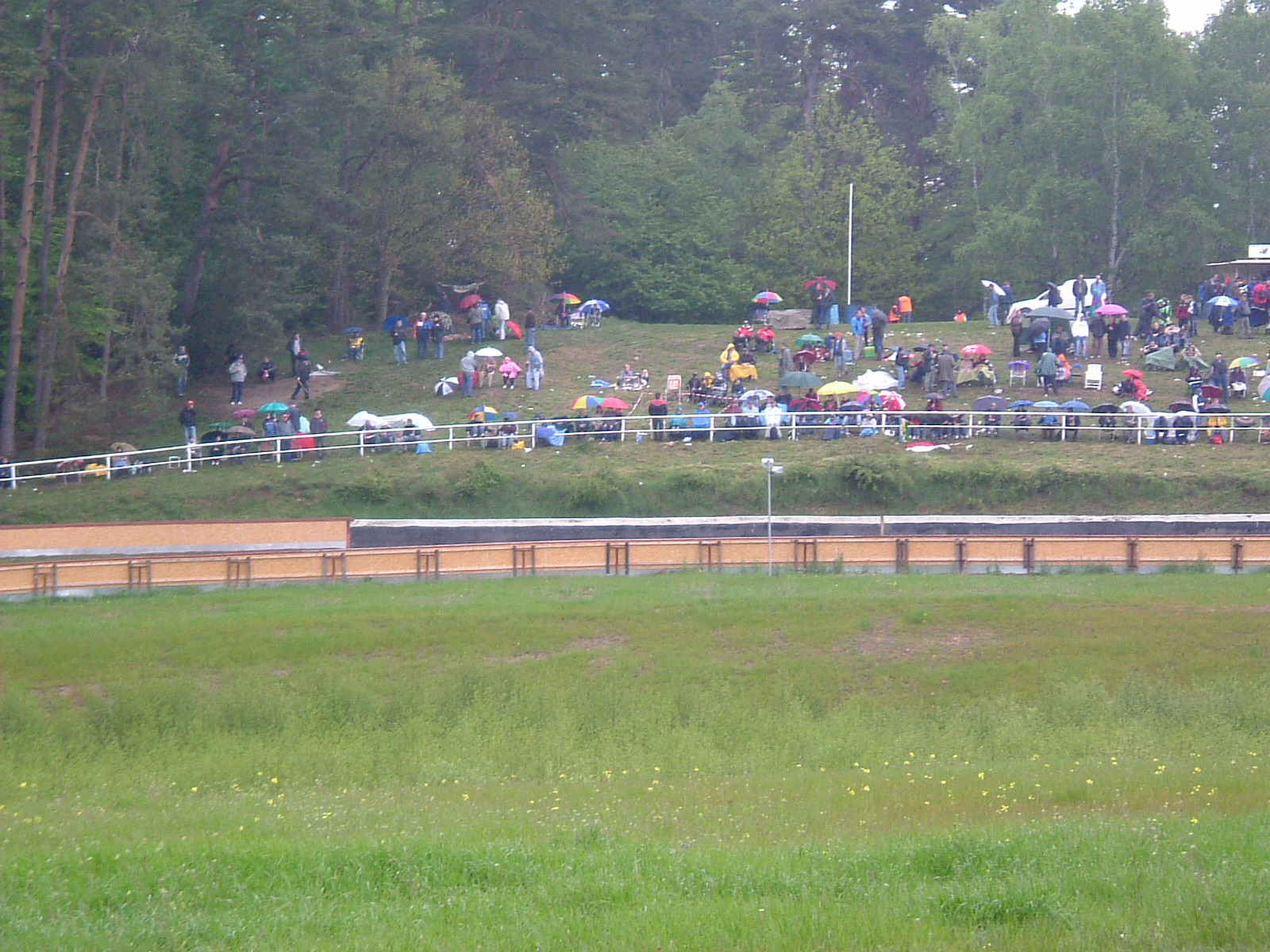
Zuschauer an der Nordkurve, bei der, aufgrund des Regens, abgebrochenen Veranstaltung 2005

Rekordsieger ist Dietmar Lieschke mit sieben Siegen. Damit ist er der bisher einzige Fahrer, der diesen 40 Zentimeter hohen, aus massivem Silber bestehenden Wanderpokal zweimal endgültig mit nach Hause nehmen konnte, denn er geht nach dreimaligem Sieg in den Besitz des Fahrers über. Thomas Diehr, Simon Wigg, Enrico Janoschka und Kelvin Tatum durften den Pokal nach drei Siegen ebenfalls behalten, ebenso wie Günter Steinert, der ihn allerdings 1985 als Jubiläumspokal (750-jähriges Jubiläum der Stadt Teterow) nach einmaligem Sieg behielt.
Das Rennen findet Jahr für Jahr viele lokale, regionale und überregionale Sponsoren, so waren bei der Austragung 2007 unter anderem Hansa Rostock, Coca Cola und die Brauerei Hasseröder als Sponsoren aktiv.
Die Bedeutung des internationalen Bergringrennens war Ende der 1950er-Jahre und kurz vor der Wende am höchsten. Am 25. Mai 1958 kamen zum 37. Bergringrennen 52.000 Zuschauer nach Teterow, am 22. Mai 1988 waren es 49.000 Zuschauer. 40.000 oder mehr Besucher kamen in fast allen Jahren zwischen 1950 und 1990. Nach der politischen Wende gingen die Zuschauerzahlen aber zurück. Heute sind es um die 20.000 Besucher an den Rennwochenenden. Den letzten großen Besucheransturm erlebte der Bergring im Jahr 2000, als rund 40.000 Zuschauer den spektakulären Sieg des Holländers Anne van der Helm im Rennen um den Goldenen Helm im Rahmen des 80. Bergringrennes verfolgen konnten. Für viele Zuschauer hat das Bergringrennen allerdings immer noch etwas Legendäres. Jährlich campen hunderte Fans auf freien Flächen in der Nähe der Rennstrecke.

## Sieger

### Bergring
| - 1958: Hans Zierk (Tribsees) - 1959: Walter Gernert (Hamburg) - 1960: Alfred Dannmeyer (Hamburg) - 1961: Martin Tatum (Großbritannien) - 1962: Don Goddon (Großbritannien) - 1963: Ray Fischer (Australien) - 1964: Don Goddon (Großbritannien) - 1965: Werner Salevsky (Zschopau) - 1966: Fred Willamowski (Potsdam) - 1967: Udo Scheel (Rostock) - 1968: Werner Salevsky (Zschopau) - 1969: Siegfried Alpermann (Rathenow) - 1970: Tony Black (Großbritannien) - 1971: Gerry Goodwin (Großbritannien) - 1972: Ausfall wegen Regen - 1973: Jörn-Uwe Sternberg (Rehna) - 1974: Jochen Dinse (Meißen) - 1975: Ernst Wolff (Drehna) - 1976: Dietmar Lieschke (Lübbenau) - 1977: Dietmar Lieschke (Lübbenau) - 1978: Diethelm Triemer (Lübbenau) - 1979: Dietmar Lieschke (Lübbenau) - 1980: Dietmar Lieschke (Lübbenau) - 1981: Dietmar Lieschke (Lübbenau) - 1982: Dietmar Lieschke (Lübbenau) - 1983: Thomas Fröbel (Ludwigslust) - 1984: Oswald Lasarzik (Ludwigslust) - 1985: Günter Steinert (Rehna) - 1986: Dietmar Lieschke (Lübbenau) - 1987: Frank Leonhardt (Teterow) - 1988: Wolfgang Buske (Lübbenau) - 1989: Thomas Diehr (Teterow) - 1990: Thomas Diehr (Teterow) - 1991: Simon Wigg (Großbritannien) - 1992: Thomas Diehr (Teterow) - 1993: Simon Wigg (Großbritannien) - 1994: Trevor Banks (Großbritannien) - 1995: Simon Wigg (Großbritannien) - 1996: Ausfall wegen Regen - 1997: Kelvin Tatum (Großbritannien) - 1998: Trevor Banks (Großbritannien) - 1999: Kelvin Tatum (Großbritannien) - 2000: Stephan Lönnies (Teterow) - 2001: Stephan Lönnies (Teterow) - 2002: Robert Barth (Memmingen) - 2003: Christian Hülshorst (Lüdinghausen) - 2004: Kelvin Tatum (Großbritannien) - 2005: Ausfall wegen Regen - 2006: Enrico Janoschka (Teterow) - 2007: Antonin Klatovsky (Tschechien) - 2008: Enrico Janoschka (Teterow) - 2009: Enrico Janoschka (Teterow) - 2010: Ausfall nach vorzeitigem Abbruch der Veranstaltung - 2011: Daniel Rath (Teterow) - 2012: Paul Cooper (Großbritannien) - 2013: Dennis Stübe (Teterow) - 2014: Enrico Janoschka (Teterow) - 2015: Stephan Katt (Kiel) - 2016: nicht ausgefahren wegen Rennabbruch (Regen) - 2017: Paul Cooper (Großbritannien) - 2018: Mitch Godden (Großbritannien) - 2019: Robert Baumann (Deutschland) - 2020: Ausfall wegen Corona - 2021: Ausfall wegen Corona - 2022: Christian Hülshorst (Deutschland) - 2023: Paul Cooper (Großbritannien) - 2024: Bergringpokal-Lauf nach Regenguss abgesagt - 2025: gesamte Veranstaltung aus finanziellen und personellen Gründen abgesagt - 1974: Rolf Perner (Stralsund) - 1975: Jochen Dinse (Meißen) - 1976: Dietmar Lieschke (Lübbenau) - 1977: Dietmar Lieschke (Lübbenau) - 1978: Diethelm Triemer (Lübbenau) - 1979: Dietmar Lieschke (Lübbenau) - 1980: Diethelm Triemer (Lübbenau) - 1981: Dietmar Lieschke (Lübbenau) - 1982: Dietmar Lieschke (Lübbenau) - 1983: Thomas Fröbel (Ludwigslust) - 1984: Oswald Lasarzik (Ludwigslust) - 1985: Dietmar Lieschke (Lübbenau) - 1986: Dietmar Lieschke (Lübbenau) - 1987: Thomas Diehr (Teterow) - 1988: Thomas Fröbel (Ludwigslust) - 1989: Thomas Diehr (Teterow) - 1990: Simon Wigg (Großbritannien) - 1991: Thomas Diehr (Teterow) - 1992: Simon Wigg (Großbritannien) - 1993: Simon Wigg (Großbritannien) - 1994: Ausfall wegen Regen - 1995: Simon Wigg (Großbritannien) - 1996: Ausfall wegen Regen - 1997: Simon Wigg (Großbritannien) - 1998: Trevor Banks (Großbritannien) - 1999: Kelvin Tatum (Großbritannien) - 2000: Anne van der Helm (Niederlande) - 2001: Kelvin Tatum (Großbritannien) - 2002: Robert Barth (Memmingen) - 2003: Trevor Banks (Großbritannien) - 2004: Kelvin Tatum (Großbritannien) - 2005: Ausfall wegen Regen - 2006: Enrico Janoschka (Teterow) - 2007: Enrico Janoschka (Teterow) - 2008: Enrico Janoschka (Teterow) - 2009: Enrico Janoschka (Teterow) - 2010: Ausfall nach vorzeitigem Abbruch der Veranstaltung - 2011: Enrico Hoth (Teterow) - 2012: Roberto Haupt (Teterow) - 2013: Dirk Fabriek (LN Ter Apel Niederlande) - 2014: Enrico Janoschka (Teterow) - 2015: Enrico Janoschka (Teterow) - 2016: nicht ausgefahren wegen Rennabbruch (Regen) - 2017: Paul Cooper (Großbritannien) - 2018: Paul Cooper (Großbritannien) - 2019: Manfred Knappe (Deutschland) - 2020: Ausfall wegen Corona - 2021: Ausfall wegen Corona - 2022: Paul Cooper (Großbritannien) - 2023: Paul Cooper (Großbritannien) - 2024: nicht ausgefahren wegen Rennabbruch (Regen) - 2025: gesamte Veranstaltung aus finanziellen und personellen Gründen abgesagt - 2014: Enrico Janoschka (Teterow) - 2015: Antonin Klatovsky (Tschechien) - 2016: Enrico Janoschka (Teterow) - 2017: Manfred Knappe (Trauenstein) - 2018: Paul Cooper (Großbritannien) - 2019: Manfred Knappe (Deutschland) - 2020: Ausfall wegen Corona - 2021: Ausfall wegen Corona - 2022: Paul Cooper (Großbritannien) - 2023: Mitch Godden (Großbritannien) - 2024: nicht ausgefahren wegen Rennabbruch (Regen) - 2025: gesamte Veranstaltung aus finanziellen und personellen Gründen abgesagt |

### Bergring-Arena (bis 2010 Arena am Kellerholz)
| - 2002: Todd Wiltshire - 2003: Sebastian Ulamek - 2004: Billy Hamill - 2005: Sam Ermolenko - 2006: Billy Hamill - 2007: Sebastian Ulamek - 2008: Sebastian Ulamek - 2009: Matej Ferjan - 2010: Patrick Hougaard - 2011: Alexandr Loktajew - 2012: Kacper Gomólski - 2013: Ausfall Gewitterschauer - 2014: Max Fricke - 2015: Antonio Lindbäck - 2016: Bjarne Pedersen - 2017: Bartosz Zmarzlik - 2018: Kacper Gomólski | - 2004: Peter Karlsson - 2005: Sebastian Ulamek - 2006: Sebastian Ulamek - 2007: Grzegorz Walasek - 2008: Tobias Kroner - 2009: Sebastian Ulamek - 2010: Norbert Magosi - 2011: Sebastian Ulamek - 2012: Ausfall Regen - 2013: Peter Ljung - 2014: Chris Holder - 2015: Andreas Jonsson - 2016: Timo Lahti - 2017: Adrian Gala - 2018: Brady Kurtz - 2019: Martin Smolinski |

## Strecken

### Bergring
Der Bergring ist einmalig wegen seiner hügeligen Strecke und der Rundenlänge. Normalerweise werden Bahnsport-Veranstaltungen auf ebenem Untergrund ausgetragen, wie z. B. Speedway- oder Langbahnrennen. Der Bergring ist 1877 Meter lang und hat eine Breite von 10 bis 15 Meter. Die Bahn hat einen festen Untergrund und ihre Oberfläche besteht aus einer Grasnarbe, die für Rennen auf etwa 5 cm zurückgeschnitten wird. Der Kurs hat Anstiege mit einer Steigung von bis zu 16 % und Gefälle von bis zu 14 %.
Direkt nach dem Start geht es für die Fahrer am Startberg in eine Schlängelkurve mit mittlerer Steigung. Nach einem kleinen Sprung geht es in die Nordkurve, eine Linkskurve mit einem Radius von 80 Meter, auf deren Hang sich in den Hochzeiten der Bergringrennen bis zu 5000 Menschen versammelten. Direkt nach der Nordkurve führt die Strecke durch den „Krähenhorst“ über den „Hechtsprung“, mit einer Steigung bis zu 15 %, auf der 30-Meter-Sprünge möglich sind. Nach einem sehr hügeligen Abschnitt – dem „Hans-Winkler-Hang“ – folgt die Südkurve mit einem Radius von 250 Meter und einer langgestreckten Geraden ins Ziel.

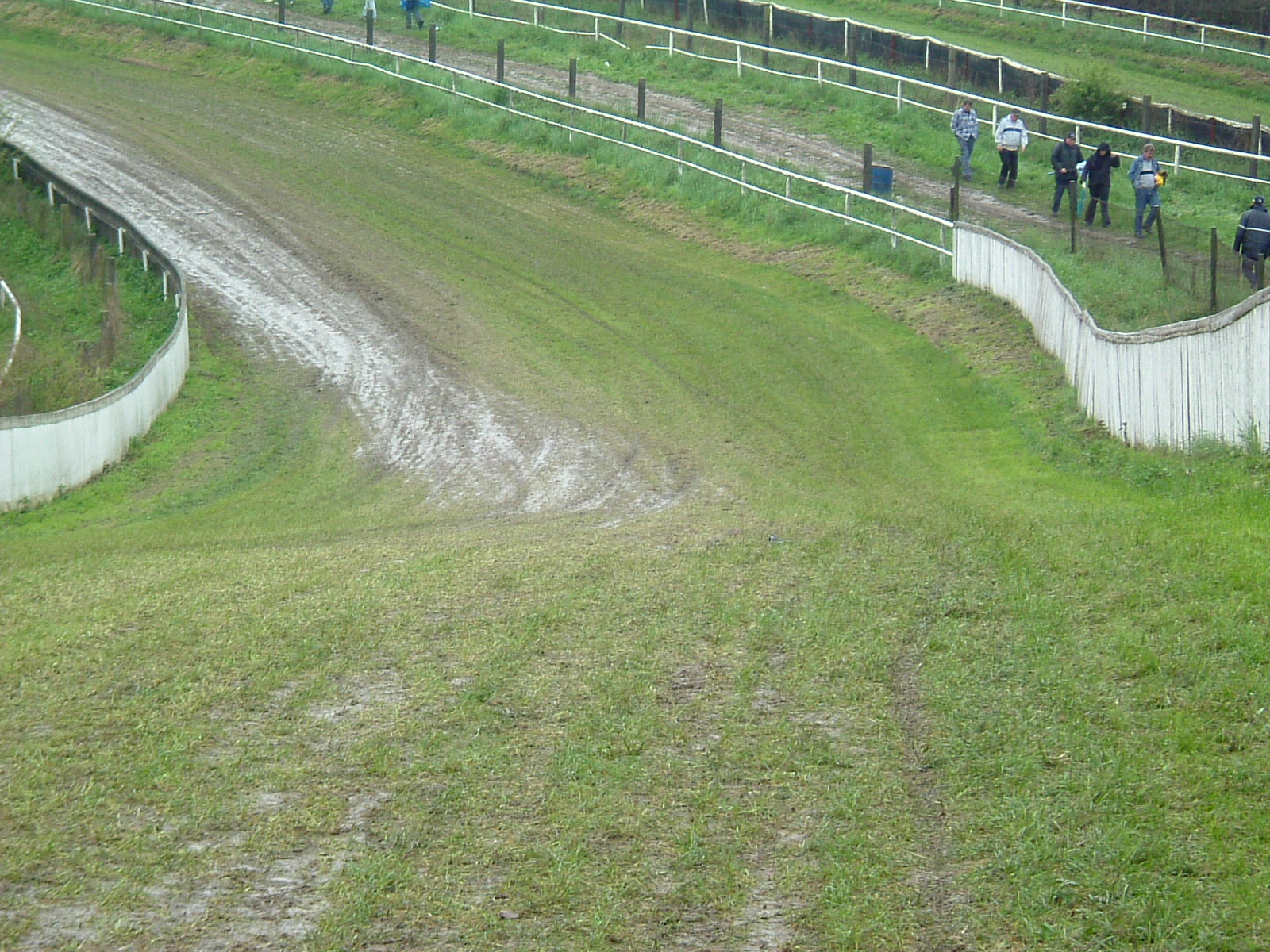
Einfahrt in die Nordkurve

Plätze für Zuschauer befinden sich im Start-Ziel-Bereich, an der Südkurve auf Tribünen sowie an der Nordkurve auf einer mit Gras bewachsenen Anhöhe (Naturtribüne). Auch im Innenraum des Kurses befinden sich Plätze für Zuschauer. Der Innenraum ist über einen Tunnel und weitere Kursübergänge, die in größeren Pausen zwischen den Rennen geöffnet werden, mit dem Gelände außerhalb der Strecke verbunden.
Die Strecke wird nur einmal im Jahr freigegeben. Am Mittwoch vor dem Pfingstwochenende beginnen die Trainingsläufe zum Bergringrennen. Die Bahn ist für die Motorsportler von Mittwoch bis Sonntag offen. Für den Rest des Jahres bleibt sie für den Motorsport gesperrt. Dadurch ist es kaum möglich, sich mit der Strecke vertraut zu machen. Hinzu kommt, dass Bahnsportler normalerweise nur Linkskurven fahren, der Bergring aber auch mehrere Rechtskurven hat, weshalb es für die Fahrer schwer ist, die Bahn zu meistern. Die Motorräder müssen extra umgebaut werden.

#### Rekorde
- Bahnrekord:
  - über 5 Runden: Trevor Banks (GB) 118,562 km/h, am 31. Mai 1998
  - über 4 Runden: Simon Wigg (GB) 118,318 km/h, am 30. Mai 1998

### Bergring Arena

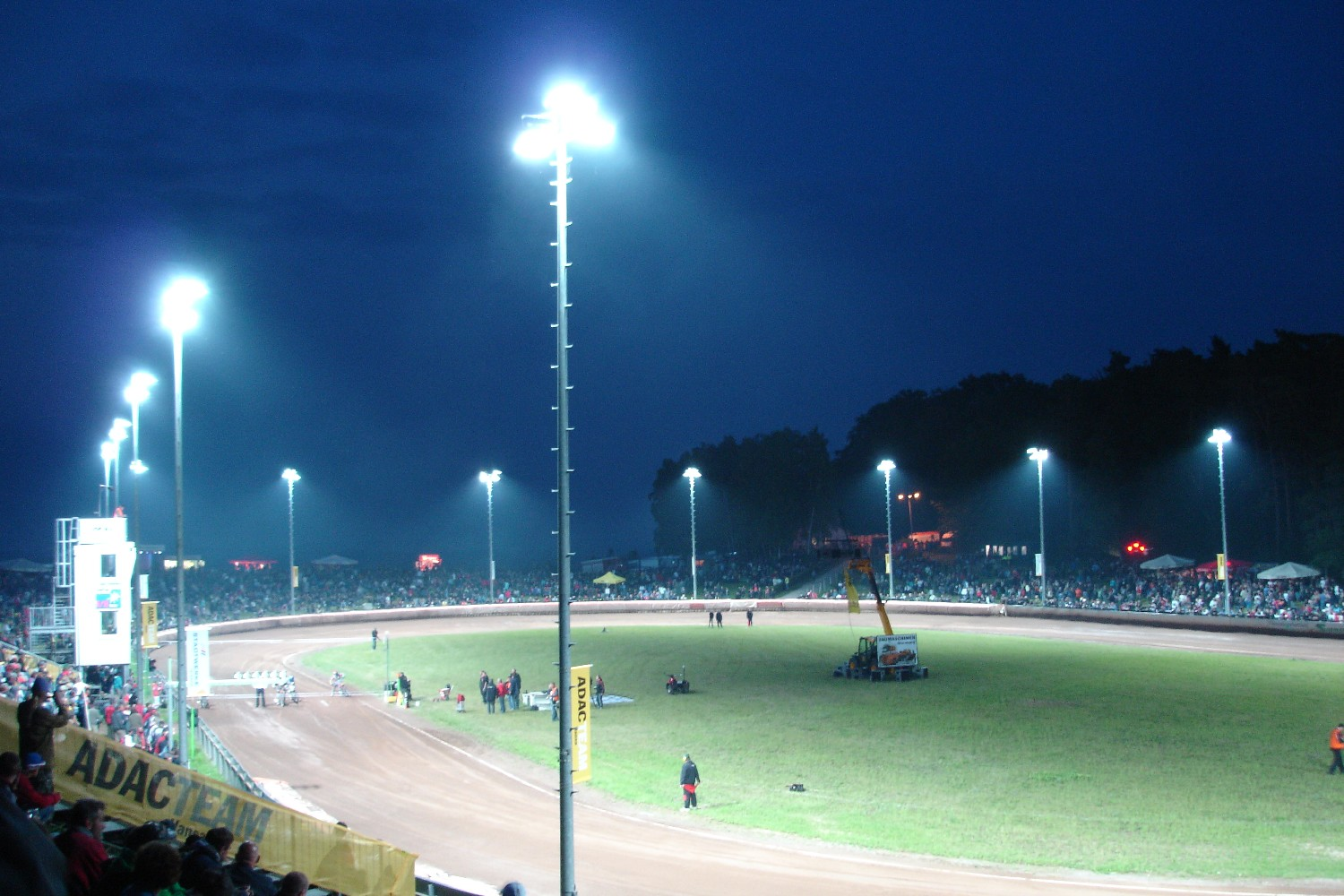
Die Bergring-Arena beim Auerhahn-Pokal, 2011

Die Bergring Arena Speedwayarena am Kellerholz ist eine Speedway-Bahn mit einer Länge von 314 Meter für bis zu 6 Fahrer. Sie hat ein modernes Splitt-Sand-Gemisch als Untergrund und bietet Platz für bis zu 10.000 Zuschauer, davon ungefähr 600 Sitzplätze auf einer Tribüne. Durch die Flutlichtanlage sind auch abendliche Rennveranstaltungen möglich.
Sie wurde pünktlich zum 82. Bergringrennen fertiggestellt und mit dem ersten Auerhahnpokal eröffnet. Die Arena wurde gebaut, um den Speedwaysport im MC Bergring Teterow zu fördern und den Clubfahrern bessere Trainingsmöglichkeiten zu ermöglichen. In der Arena finden Bundesligaläufe, der Auerhahnpokal im Rahmen der Bergringrennen, der Schildbürgerpokal und der Ostseepokal, ein seit den 1970er-Jahren ausgefahrener Wettkampf, der jedes Jahr bei unterschiedlichen Veranstaltungen in mehreren Städten in Mecklenburg-Vorpommern (z. B. Stralsund) ausgetragen wird, statt. Vor allem zu den Rennen um den Auerhahn- und den Schildbürgerpokal konnte der MC Bergring Teterow auch einige der besten Speedwayfahrer der Welt verpflichten. So traten unter anderem die ehemaligen Weltmeister Greg Hancock, Sam Ermolenko und Billy Hamill sowie viele aktuelle oder ehemalige Grand-Prix Fahrer wie Todd Wiltshire, Lukáš Dryml oder Sebastian Ulamek.

#### Rekord
Den Bahnrekord in der Arena hält der Australier Tyron Proctor. Er fuhr beim 9. Auerhahnpokal 2010 eine neue Bestzeit und war 75,67 km/h schnell. Vorheriger Rekordhalter war der Schwede Niklas Klingberg, der 2005 vier Runden in 60,53 Sekunden absolvierte, was einer Durchschnittsgeschwindigkeit von 74,70 Kilometer pro Stunde entspricht.

## Sonstiges
2016 fand zum 8. Mal das Rust'n'Dust Jalopy statt, eine Rennveranstaltung, die sich an amerikanischen Rennen der 1940er und 50er Jahre orientiert. Zugelassen sind amerikanische Fahrzeuge vor Baujahr 1959.